# Franz Cramer (Altphilologe)
Franz Cramer (* 25. Oktober 1860 in Münstereifel; † 25. November 1923 in Elberfeld) war ein deutscher Klassischer Philologe und Gymnasiallehrer.

## Leben und Werk
Franz Cramer, der Sohn des Gymnasiallehrers Franz Cramer (1811–1884), besuchte das Gymnasium seiner Heimatstadt, wo ihn besonders der Direktor Joseph Pohl (1835–1922) beeinflusste. Während der Schulzeit fühlte er sich zu verschiedenen wissenschaftlichen Gebieten hingezogen und fasste die Absicht, Verlagsbuchhändler zu werden. So studierte er 1879 an der Universität Bonn zunächst Rechtswissenschaften. 1880 trat er den Militärdienst in Freiburg im Breisgau an, wo er nach einigen Monaten als dienstuntauglich entlassen wurde. Er setzte sein Studium an der Universität Marburg fort. Dort wandte er sich der Philologie zu. Zu seinen Kommilitonen zählten Johann Alphons Simon, später Gymnasiallehrer in Köln, und Johann Baptist Keune, später Leiter des Museums in Metz. Im Frühjahr 1884 bestand Cramer die Lehramtsprüfung, 1886 wurde er zum Dr. phil. promoviert.
Nach dem Studium absolvierte Cramer das Probejahr am Königlichen Gymnasium in Düsseldorf und arbeitete als wissenschaftlicher Hilfslehrer in Münstereifel, Birkenfeld und Duisburg, schließlich am Städtischen Gymnasium und Realgymnasium in Düsseldorf, wo er auch eine Festanstellung erhielt. Zum 1. April 1902 wurde Cramer als Leiter des Gymnasiums und Realprogymnasiums in Eschweiler berufen. Zum 1. Juni 1908 kehrte er nach Düsseldorf zurück, wo er Direktor des Königlichen Hohenzollern-Gymnasiums wurde (das spätere Görres-Gymnasium). Mit dieser Stelle war die Leitung des pädagogischen Seminars verbunden.
Bereits drei Jahre (1. Oktober 1911) später wechselte Cramer an das Provinzialschulkollegium in Münster, wo er für die Schulverwaltung und Lehrerbildung der Provinz verantwortlich war. Er war gleichzeitig Leiter des pädagogischen Seminars, Vorsitzender der Wissenschaftlichen Prüfungskommission und Examinator im Fach Philosophie. 1919 erhielt er zusätzlich einen Lehrauftrag für „Westdeutsche Altertumskunde“ an der Universität Münster.
Neben seinen Lehr- und Verwaltungsaufgaben war Cramer wissenschaftlich tätig. Seine Produktion speiste sich aus seiner Heimatverbundenheit und seiner Lehrtätigkeit. Er veröffentlichte zahlreiche Einzelstudien zur römischen Geschichte in der Rheinprovinz und in Westfalen, außerdem topografische und onomatologische Studien und die populäre Gesamtdarstellung Deutschland in römischer Zeit (zuerst 1912).
Den schulischen Reformbestrebungen stand Cramer aufgeschlossen gegenüber. Als einer der Ersten trat er 1907 für die Wahlfreiheit der Unterrichtsfächer (gegenüber der Dominanz des Lateinischen) ein. Gleichzeitig betonte er den Bildungswert des humanistischen Gymnasiums. Seine Ansichten legte er in seinem pädagogischen Hauptwerk nieder: Der lateinische Unterricht. Ein Handbuch für Lehrer (1919). Auch zum Geschichts- und Deutschunterricht lieferte er zahlreiche Beiträge.

## Schriften (Auswahl)
- De perfecti conjunctivi usu potentiali apud priscos scriptores Latinos. Marburg 1886 (Dissertation)
- Inschriften auf Gläsern des römischen Rheinlands. In: Beiträge zur Geschichte des Niederrheins. Band 14, 1900, S. 138–172 (Digitalisat).
- Rheinische Ortsnamen aus vorrömischer und römischer Zeit. Düsseldorf 1901. Nachdruck Wiesbaden 1970
- Aus der Urzeit Eschweilers und seiner Umgebung. Aachen 1905
- Zur Geschichte des Gymnasiums von Eschweiler. Eschweiler 1905
- Afrika in seinen Beziehungen zur antiken Kulturwelt. Gütersloh 1907
- Das römische Trier. Gütersloh 1911
- Deutschland in römischer Zeit. Berlin/Leipzig 1912. Nachdruck Berlin/Leipzig 1920
- Römisch-germanische Studien. Gesammelte Beiträge zur römisch-germanischen Altertumskunde . Breslau 1914
- Der lateinische Unterricht. Ein Handbuch für Lehrer. Berlin 1919
- Erziehung zum deutschen Volksbewußtsein. Münster 1919
- Auf den Spuren der römischen Legionen. Saarbrücken 1925